# Fan Lau
Fan Lau (kinesiska: 分流) är en halvö i Hongkong (Kina). Den ligger i den västra delen av Hongkong. Fan Lau ligger på ön Tai Yue Shan.